# Devon Gummersall
Devon Gummersall, né le 15 octobre 1978 à Durango, est un acteur et réalisateur américain.

## Filmographie

### Acteur
- 1992 : Notre belle famille (Step by Step), 1 épisode : Billy
- 1993 : La Famille Torkelson (Almost Home), 1 épisode : un garçon à la fête
- 1993 : Petite Fleur (Blossom), 1 épisode : Jimmy Kelly
- 1993 : Docteur Quinn, femme médecin (Dr Quinn, Medicine Woman), 2 épisodes : le deuxième cousin
- 1993 : Beethoven 2 (Beethoven's 2nd) de Rod Daniel : le capitaine de baseball
- 1994 : My Girl 2 d'Howard Zieff : le garçon riche
- 1994-1995 : Angela, 15 ans (My So-Called Life), 19 épisodes : Brian Krakow
- 1995 : From the Mixed-Up Files of Mrs. Basil E. Frankweiler (en) de Marcus Cole : Steve Kincaid
- 1995 : The Price of Love de David Burton Morris : T. J.
- 1996 : Le Dernier Anniversaire (It's My Party) de Randal Kleiser : Andrew Bingham
- 1996 : ABC Afterschool Special, 1 épisode : Dwayne
- 1996 : Independence Day de Roland Emmerich : Philip
- 1996 : After Jimmy (en) de Glenn Jordan : Bailey
- 1996-1997 : Relativity, 17 épisodes : Jake Roth
- 1997 : Do Me a Favor (Trading Favors) de Sondra Locke : Lincoln Muller
- 1997 : C-16: FBI (en), 1 épisode : Jarod Stein
- 1998 : Quand les clairons se taisent (en) (When Trumpets Fade) de John Irvin : Lonnie
- 1998 : Felicity, 5 épisodes : Zach
- 1999 : Dick : Les Coulisses de la présidence (Dick) d'Andrew Fleming : Larry Jobs
- 1999 : Student Affairs d'Adam, Jordan et Scott Fields : Eddie
- 1999 : Little Savant de Jackson Nash : Chooch
- 2000 : Men Named Milo, Women Named Greta de Lawrence Greenberg : Richmond
- 2000 : L'Association du mal (Lured Innocence) de Kikuo Kawasaki : Elden Tolbert
- 2000 : The Young Unknowns de Catherine Jelski : Charlie
- 2000 : Wind River de Tom Shell : Sylvester
- 2000-2001 : Le Fugitif (The Fugitive), 4 épisodes : Chuck Brixius
- 2001 : Deuxième Chance (Once and Again), 1 épisode : Benny
- 2001 : Seven and a Match (en) de Derek Simonds : Matthew
- 2001 : Associées pour la loi (Family Law), 1 épisode : Justin
- 2001 : Roswell, 8 épisodes : Sean DeLuca
- 2001 : Earth vs. the Spider de Scott Ziehl : Quentin Kemmer
- 2002 : The Anarchist Cookbook (en) de Jordan Susman : Puck
- 2002 : Never Get Outta the Boat de Paul Quinn : Julian
- 2002 : Homeward Bound de Joshua Brand (en) : Tom
- 2003 : La Treizième Dimension (The Twilight Zone), 1 épisode : George Straitton
- 2003-2009 : Les Experts (CSI: Crime Scene Investigation), 2 épisodes : Kyle « X » Chatts / Taylor Reed
- 2004 : Tru Calling : Compte à rebours (Tru Calling), 1 épisode : Kevin Rafferty
- 2004 : FBI : Portés disparus (Without a Trace), 1 épisode : Kevin Grant
- 2004 : The L Word, 4 épisodes : Lisa
- 2004 : Dead and Breakfast de Matthew Leutwyler (en) : « Orange Cap »
- 2004 : Monk, saison 3, épisode 5 : Monk rencontre le parrain (Mr. Monk Meets the Godfather) : Phil Bedard
- 2005 : McBride : L'Ennemi aux 100 visages de Kevin Connor : Dudley Banks
- 2005 : Unscripted (en), 1 épisode : l'acteur dans la voiture
- 2005 : Reeker de Dave Payne : Jack
- 2007 : 24 Heures chrono (24), 1 épisode : Mark Hauser
- 2007 : Drive, 1 épisode : Louis
- 2007 : State of Mind (en), 8 épisodes : Barry White
- 2007 : Captain Titan's Special G d'Amit Bhalla : Sean
- 2007 : New York, section criminelle (Law and Order: Criminal Intent) (saison 7, épisode 2) : Tom Pittino
- 2008 : Broken Windows de Tony Hickman : Joey
- 2008 : Les Experts : Manhattan (CSI: NY), 1 épisode : Trevor Jones
- 2009 : Forgotten (The Forgotten), 1 épisode : Clay Thornton
- 2009 : Private Practice, 1 épisode : Ronald Bergin
- 2009 : I Have It de Sam Griffith : George
- 2009-2010 : Drop Dead Diva, 2 épisodes : Ethan
- 2010 : Castle, 1 épisode : Matt Haley
- 2010 : The Gates, 2 épisodes : Chad Taylor
- 2010-2012 : Man-Teen, 5 épisodes
- 2011 : Facing Kate (Fairly Legal), 1 épisode : Marcus
- 2011 : Low Fidelity de Devon Gummersall : David Donegan
- 2013 : The Gelephant de Jenn Liu : Hans Christoph Wolf IV
- 2014 : Mentalist, 1 épisode : Gabriel Quinn
- 2015 : iZombie, 1 épisode : Don Watts
- 2015 : Mad Men, 1 épisode : Stevie Wollcott
- 2016 : Esprits criminels (Criminal Minds), 1 épisode : Joseph Berzon
- 2016 : The Last Ship, 9 épisodes : Jacob Barnes
- 2016 : The Guru & the Gypsy de Philippe Caland : Tommy

### Réalisateur
- 2002 : Robbing 'Hef
- 2003 : Something More
- 2009 : Lawn Chairs and Living Rooms
- 2010 : Bullies on Vacation
- 2011 : Pork: A Short Film
- 2011 : Low Fidelity
- 2012 : Miami Verse
- 2015 : Liés à jamais (The Inherited)
- 2016 : Intruder
- 2017 : Birdwatchers
- 2017-2018 : Nashville, 2 épisodes